# Manuel Guijarro
Manuel Guijarro Arenas (* 7. Juli 1998 in Albacete) ist ein spanischer Sprinter, der sich auf die 400-Meter-Distanz spezialisiert hat.

## Sportliche Laufbahn
Erste internationale Erfahrungen sammelte Manuel Guijarro im Jahr 2015, als er bei den Jugendweltmeisterschaften in Cali über 400 Meter mit 48,54 s in der ersten Runde ausschied und auch mit der gemischten 4-mal-400-Meter-Staffel mit 3:32,14 min nicht bis in das Finale gelangte. 2018 nahm er mit der spanischen 4-mal-400-Meter-Staffel an den Hallenweltmeisterschaften in Birmingham teil, gelangte dort mit 3:07,52 min aber nicht bis in das Finale. Anschließend belegte er bei den U23-Mittelmeermeisterschaften in Jesolo in 46,63 s den fünften Platz und gewann mit der Staffel in 3:09,78 min die Bronzemedaille hinter den Teams aus Italien und Tunesien. Im Jahr darauf schied er bei den U23-Mittelmeer-Hallenmeisterschaften in Miramas mit 48,68 s im Vorlauf aus und gelangte er bei den Halleneuropameisterschaften in Glasgow im Einzelbewerb bis in das Halbfinale und schied dort mit 47,34 s aus, während er mit der Staffel in 3:06,32 min gemeinsam mit Óscar Husillos, Lucas Búa und Bernat Erta die Silbermedaille hinter Belgien gewann und damit einen neuen Landesrekord aufstellte. Daraufhin belegte er bei den U23-Europameisterschaften in Gävle in 3:07,62 min den fünften Platz mit der Staffel. Bei den World Athletics Relays 2021 im polnischen Chorzów verpasste er mit 3:06,09 min den Finaleinzug. Im Jahr darauf schied er bei den Hallenweltmeisterschaften in Belgrad mit 47,74 s in der ersten Runde aus und gewann mit der Staffel in 3:06,82 min gemeinsam mit Bruno Hortelano, Iñaki Cañal und Bernat Erta die Silbermedaille hinter dem belgischen Team. Im Mai belegte er bei den Ibero-Amerikanischen Meisterschaften in La Nucia in 46,20 s den sechsten Platz im Einzelbewerb und gewann im Staffelbewerb in 3:04,05 min die Silbermedaille hinter dem Team aus der Dominikanischen Republik. Anschließend schied er bei den Europameisterschaften in München mit 46,18 s in der Vorrunde über 400 Meter aus und verhalf der Staffel zum Finaleinzug.
2023 schied er bei den Halleneuropameisterschaften in Istanbul mit 49,77 s in der ersten Runde über 400 Meter aus. Bei den World Athletics Relays 2024 auf den Bahamas wurde er in 3:02,39 min Erster im B-Lauf in der 2. Qualifikationsrunde über 4-mal 400 Meter für die Olympischen Spiele in Paris und sicherte damit dem spanischen Team einen Startplatz. Anschließend belegte er bei den Europameisterschaften in Rom in 3:01,44 min den fünften Platz. Im Jahr darauf belegte er bei den Halleneuropameisterschaften in Apeldoorn in 3:17,12 min den vierten Platz in der Mixed-Staffel und gewann mit der Männerstaffel in 3:05,18 min gemeinsam mit Markel Fernández, Óscar Husillos und Bernat Erta die Silbermedaille hinter dem niederländischen Team. Kurz darauf schied er bei den Hallenweltmeisterschaften in Nanjing mit 47,47 s in der Vorrunde über 400 Meter aus.
In den Jahren 2022 und 2024 wurde Guijarro spanischer Meister in der 4-mal-400-Meter-Staffel.

## Persönliche Bestleistungen
- 400 Meter: 45,47 s, 18. Juni 2022 in Madrid
  - 400 Meter (Halle): 46,02 s, 26. Februar 2022 in Ourense